# アジア陸上競技連盟
アジア陸上競技連盟（アジアりくじょうきょうぎれんめい、Asian Athletics Association）は、アジアにおける陸上競技の統括団体。45の国・地域が加盟し、本部をシンガポールに置く。1973年11月、第1回アジア陸上競技選手権大会開催中のマニラで行われた第1回総会において憲章を承認して発足した。

## 加盟国・地域
- アフガニスタン
- バーレーン
- バングラデシュ
- ブータン
- ブルネイ
- カンボジア
- 中国
- 東ティモール
- 香港
- インド
- インドネシア

- イラン
- イラク
- 日本
- ヨルダン
- カザフスタン
- 韓国
- 北朝鮮
- クウェート
- キルギス
- ラオス
- レバノン

- マカオ
- マレーシア
- モルディブ
- モンゴル
- ミャンマー
- ネパール
- オマーン
- パキスタン
- パレスチナ
- フィリピン
- カタール

- イエメン
- サウジアラビア
- シンガポール
- スリランカ
- シリア
- タジキスタン
- タイ
- トルクメニスタン
- チャイニーズタイペイ
- アラブ首長国連邦
- ウズベキスタン
- ベトナム

## 主催大会
- アジア陸上競技選手権大会
- アジア室内陸上競技選手権大会
- U20アジア陸上競技選手権大会
- アジアクロスカントリー選手権大会（英語版）
- アジアマラソン選手権大会（英語版）
- アジア競歩選手権大会（英語版）（兼全日本競歩能美大会）